# Heinstetten
Heinstetten ist eine Ortschaft im Zollernalbkreis in Baden-Württemberg und gehört zur Stadt Meßstetten. Im Juni 2020 zählte die Ortschaft 991 Einwohner, sie ist damit der zweitgrößte Stadtteil.

## Geographie
Heinstetten liegt auf dem Heuberg und ist mit 914 m ü. NN der höchstgelegene Ort der Schwäbischen Alb. Die Umgebung von Heinstetten bietet Wandermöglichkeiten mit einem umfangreichen Wegenetz und dem Grillplatz Rammelloch.

## Geschichte
Heinstetten wurde erstmals 793 in einer Urkunde erwähnt, als es durch Schenkung in den Besitz des Klosters St. Gallen überging. Seit Beginn des 11. Jahrhunderts bis zum Jahre 1810 gehörte Heinstetten zum Herrschaftsgebiet des Schlosses Werenwag, welches selbst jedoch in dieser Zeit häufiger den Besitzer wechselte. Ab 1810 war die Gemeinde selbstständig, bevor sie 1971 nach Meßstetten eingemeindet wurde.

### Vor- und Frühgeschichte
Das Gebiet des heutigen Heinstetten war vermutlich bereits in der Jungsteinzeit besiedelt. Zumindest liegen Funde aus dem Gebiet im hohlen Fels im Truppenübungsplatz Heuberg vor, die dafür sprechen. Der Grund hierfür könnte in der Lage des Ortes an einem möglicherweise sehr alten Verbindungsweg liegen, der vom Schmiechatal ins Donautal führte. Die früheste nachgewiesene Siedlung stammt aus dem 9. Jahrhundert v. Chr., als Kelten vermehrt die Schwäbische Alb besiedelten. Keltische Grabhügel auf Heinstetter Gemarkung wurden in den Fluren Frankenreis und Hofen gefunden.
Durch die römischen Eroberungen in Süddeutschland, die im Jahre 15 v. Chr. begannen, kam es zur Unterwerfung der Kelten durch die Römer. Aus dieser Zeit sind aus der näheren Albhochfläche mehrere Funde dokumentiert. Im Gebiet der Stadt Meßstetten ließ Pfarrer Alfred Ludwig Oetinger (von 1856 bis 1868 Pfarrer in Meßstetten und Hossingen) zunächst auf eigene Rechnung, später auf Rechnung der Staatssammlung vaterländischer Alterthümer umfangreiche Grabungen durchführen. Die umfangreichen Funde von Grabbeigaben deuten auf eine frühe Besiedlung von Meßstetten durch die Kelten hin. Auch die Heuneburg und eine Quelle in Egesheim liefern reichhaltige Funde. Im Laufe des 3. Jahrhunderts n. Chr. breiteten sich allmählich Siedlungsgruppen der Alamannen auf der Alb aus. Die Endung -stetten deutet auf eine Gründung in der jüngeren Siedlungsgeschichte hin, wodurch Heinstetten eher nach dem 7. Jahrhundert, vermutlich aufgrund der schnell steigenden Bevölkerung, entstanden sein dürfte.

### Frühmittelalter (793 bis etwa 1100)
Der erste schriftliche Beleg für eine Existenz des Ortes Heinstetten findet sich auf einer Urkunde aus dem Jahre 793. Das in lateinischer Schrift verfasste Dokument bestätigt eine Schenkung von 24 Ortschaften des Grafen Berthold, darunter Hohunsteti, an das Kloster St. Gallen. Eine solche Schenkung an ein Kloster war zur damaligen Zeit nicht ungewöhnlich. Die Schenker erhofften sich Seelenheil oder versuchten durch Abgabe ihres Besitzes dem Kriegsdienst zu entgehen. Häufig bekamen sie die Schenkung, gegen geringe Zinszahlungen, auf Lebenszeit zurück verliehen. Wie lange Heinstetten in Besitz des Klosters blieb, ist heute nicht mehr nachzuvollziehen. Über 200 Jahre später wurde Heinstetten das Erbe von König Heinrich II. (dem Heiligen).
Im Jahre 1005 übergab der König 14 Orte (darunter Hoensteta) an die neu gegründete Abtei St. Georg zu Stein am Rhein. Vom Besitz des Klosters Stein am Rhein ging Heinstetten wohl schon etwa 100 Jahre später, zu Beginn des 11. Jahrhunderts, an die Hohenberger Grafen.

### Heinstetten unter der Herrschaft Werenwag (um 1100 bis 1810)

#### Die Grafen von Hohenberg (um 1100 bis 1381)
Pilgrim von Hoßkirch hatte „in loco qui dicitur Biurrein“ von Hermann von Honstetten ein Gut gegen ein anderes in Beuron eingetauscht. Laut der Kreisbeschreibung von 1961 sollen die Inhaber der Burg Hossingen ursprünglich wohl die adeligen Hossen aus Heinstetten gewesen sein, von denen sich ein Albert 1296 und 1306 nachweisen lässt. Andere Experten sehen in Hosse einen Bei-, Vornamen oder einen Hinweis auf das Hossengut des Heinstetter Adels. Dr Walter Stettner erforschte die Urkunden der Adelsfamilie von Heinstetten(Honstetten) und berichtet vom Verkauf des Hossenguts an einen Beuroner Kanoniker.

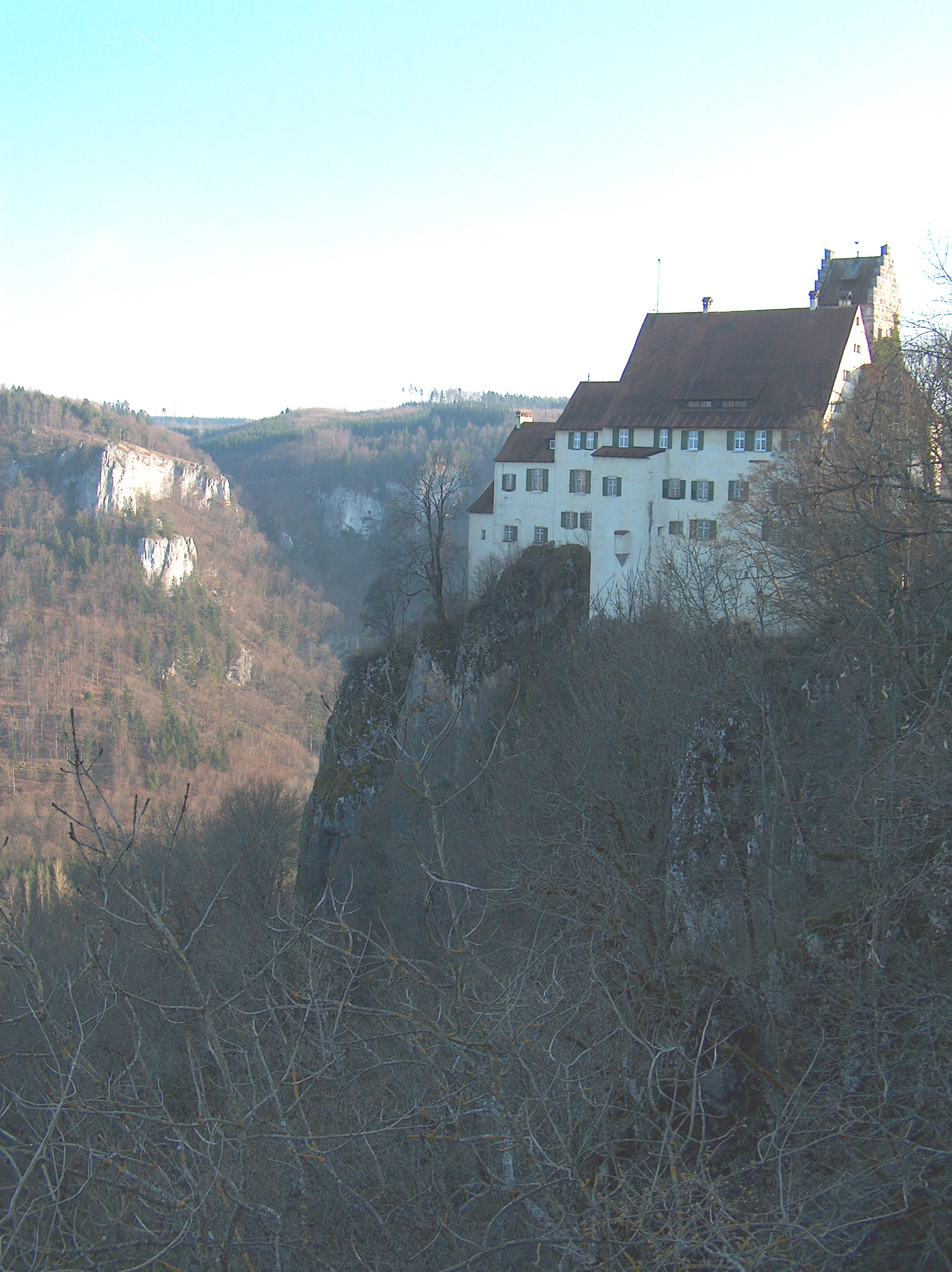
Ostseite des Schlosses Werenwag

Zur Grafschaft Hohenberg gehörte die in sich geschlossene Herrschaft Werenwag. Außer Heinstetten umfasste die Herrschaft die Dörfer Hartheim, Kolbingen, Renquishausen, Schwenningen und Unterdigisheim. Um 1300 besaß Graf Friedrich von Zollern im Dorf Land, Leibeigene und das halbe Gericht. 1306 verzichtet Graf Friederich von Zollern auf sein Vogteirecht des Hossenguts. Für das Kloster Beuron hatte es einst Chorherr Berthold von Dürrwangen gekauft. Die Grafen von Hohenberg gerieten im 14. Jahrhundert zunehmend in eine finanzielle Schieflage. Bereits 1342 wurden einige Gebiete der Grafschaft verkauft, darunter auch Heinstetten, das an Burkard und Johannes von Jungingen ging. Das Dorf blieb nicht lange in deren Besitz, jedoch ist nicht bekannt, wer die neuen Herrscher waren, die Heinstetten noch vor 1392 wieder als Teil von Werenwag angliederten. Im Oktober 1381 veräußerte Graf Rudolf II. von Hohenberg seinen gesamten Besitz an Herzog Leopold III. von Österreich aus dem Geschlecht der Habsburger, womit Heinstetten österreichisch wurde.

#### Die Junker von Hörnlingen (1381 bis 1467)
Den Kauf der Grafschaft für 66.000 Goldgulden war für die Habsburger nicht leicht zu stemmen, jedoch war er auch ein wichtiger Baustein im Kampf um die Macht in der Konkurrenz mit Württemberg. Um die Kosten zu verringern, wurde die Herrschaft Werenwag daher bereits 1392 an die Herren von Hörnlingen verpfändet. Eberhard von Hörnlingen wollte seinerseits das Maximale aus seinem Pfandbesitz herausholen und versuchte, die Einkünfte und die Fronleistung aus Werenwag zu erhöhen. Dabei gab er wenig Acht auf die Belange seiner Untertanen. Die unterdrückte Bevölkerung wehrte sich und so zogen Heinstetter und Hartheimer gemeinsam vor das zuständige Gericht in Innsbruck; dort verklagten sie ihren Herrn bei dem Pfandgeber Herzog Albrecht VI. von Österreich. Den Ausschlag in dem Prozess gab die Klage über die Zugrunderichtung des Heinstetter Dorfes. Weitere Klagepunkte umfassten den Zwang, eine bestimmte Mühle benutzen zu müssen, den Entzug von Weiderechten und die häufige Erhebung von Steuern. Kurze Zeit später wurden den Herrn von Hörnlingen die Pfandschaft über Werenwag entzogen und an Caspar von Laubenberg übergeben.

#### Fünf Generationen Laubenbergische Obrigkeit (1467 bis 1629)

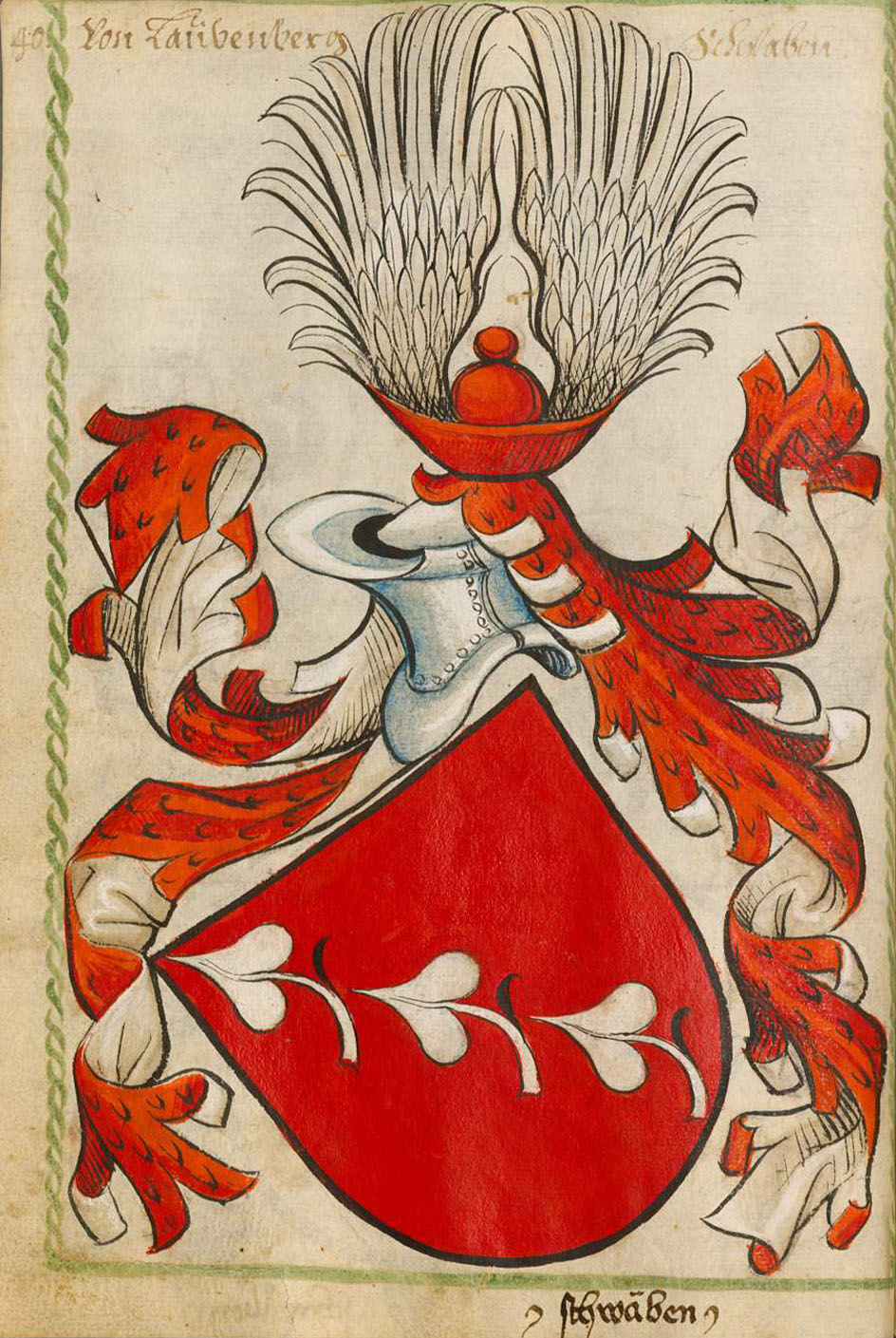
Das Laubenberger Wappen

Die Herrschaft der Laubenberger über Werenwag hatte zwischen 1467 und 1629 für fünf Generationen Bestand. Während dieser Zeit wurden die Untertanenpflichten der Heinstetter an ihren Lehnsherrn so ausführlich wie nie zuvor schriftlich fixiert. In diese Herrschaftszeit fällt auch die Stiftung der Pfarrei Heinstetten durch Hans Walter von Laubenberg am 1. Dezember 1524. Dem Pfarrer oblag auch die Haltung männlicher Zuchttiere für die in Heinstetten gehaltenen Nutztiere. Vor dem Bau der Kirche wurden die Toten in Ebingen bestattet. Vom Weg ist der Siebenkreuzleweg (48° 12′ 13,9″ N, 9° 1′ 12,52″ O) im Originalzustand erhalten.
Seitdem beim Ebinger Kreuz eine römische Siedlung entdeckt wurde, wird ein römischer Ursprung der Rinnen nicht mehr ausgeschlossen.
Albguide Helmut Meng vermutet einen von den in der Gegend Wüstgläubige genannten Reformatoren zerstörten Stationenweg auf dem Weg der Toten der Kirchspielgemeinden Heinstetten und Hossingen zum Ebinger Friedhof. Stationenwege mit sieben Stationen sind durchaus üblich. Ein Abzweig führt in einer Kurve zu einer Sandgrube in Richtung Heinstetten. In diesem Abzweig wurden 2016 weitere Ausgrabungen vorgenommen. Gefunden wurde eine Doppelspur mit 1,05 Metern Spurweite. Was wurde hier in Richtung Heinstetten transportiert? Diente die zweite Spur mit einer Umlenkrolle als Gegengewicht? Die Ortsgruppe Ebingen des Schwäbischen Albvereins führt derzeit wissenschaftliche Forschungsarbeiten durch.
Nur ein Jahr später beteiligen sich Heinstetter Bauern am Bauernkrieg. Nach der Niederschlagung dieses Aufstandes wurden alle Grundstücksbesitzer enteignet und ihr bisheriger Privatbesitz in herrschaftliche Lehen umgewandelt, für welche Zinsen zu zahlen waren. Der letzte Herrscher dieses Hauses war Friedrich von Laubenberg. Er verstarb kinderlos am 31. Januar 1629, womit das Lehen wieder an Österreich zurückfiel.

#### Das Haus Fürstenberg (1629 bis 1695)
Noch im Laufe des Jahres 1629 wurde Werenwag fürstenbergisch. Österreich vergab das Lehen über Werenwag an Graf Egon aus dem Haus Fürstenberg. Der gleichzeitig wütende Dreißigjährige Krieg (1618–1648) verursachte schwere Verluste in der Bevölkerung von Heinstetten. Der Nahrungsmangel, entstanden durch Missernten und die Verpflegung von Soldaten, führte zu einer höheren Anfälligkeit für Krankheiten wie der Pest. Solch gehäuftes Unglück und Leid unterstützte auch in Heinstetten den Glauben an Hexen. In mehreren Hexenprozessen um 1632 wurden mindestens zwei Heinstetter Frauen auf dem Scheiterhaufen hingerichtet. Der Name des bekannten Heinstetter „Hexenboschen“, einer Gebüschgruppe mit großem Baum, entstand jedoch erst im 20. Jahrhundert und hat keinen Bezug zu den Hexenprozessen.

#### Die Herren von Ulm (1702 bis 1830)
Kaiser Leopold I. steckte in dieser Zeit aufgrund der hohen Kosten für den Spanischen Erbfolgekrieg in Geldnöten. Als Freiherr Ludwig Constantin von Ulm-Erbach davon erfuhr, besorgte er für den Kaiser bis zum Jahre 1702 eine Summe von 400.000 Gulden und erhielt im Gegenzug die Pfandschaft über einige Gebiete, darunter Werenwag. Pro Jahr brachte die Herrschaft Werenwag dem Freiherrn ein Einkommen von etwa 5000 Gulden. Die Herren von Ulm blieben für fünf Generationen im Besitz von Werenwag. Im 18. Jahrhundert nahmen 67 Heinstetter an den Siedlungprogrammen Österreichs teil und wanderten nach Ungarn aus. Zum Vergleich: Im Jahr 1757 betrug die Einwohnerzahl von Heinstetten 284. Damit verließ damals knapp ein Viertel der Bevölkerung seine Heimat.
Im Jahre 1810 forderten die Heinstetter, als eine der ersten Gemeinden, von der Herrschaft die Ablösung der Weid- und Holzrechte. Die Forderung wurde erfüllt und Heinstetten erreichte Selbstständigkeit.

### Württemberg und Baden

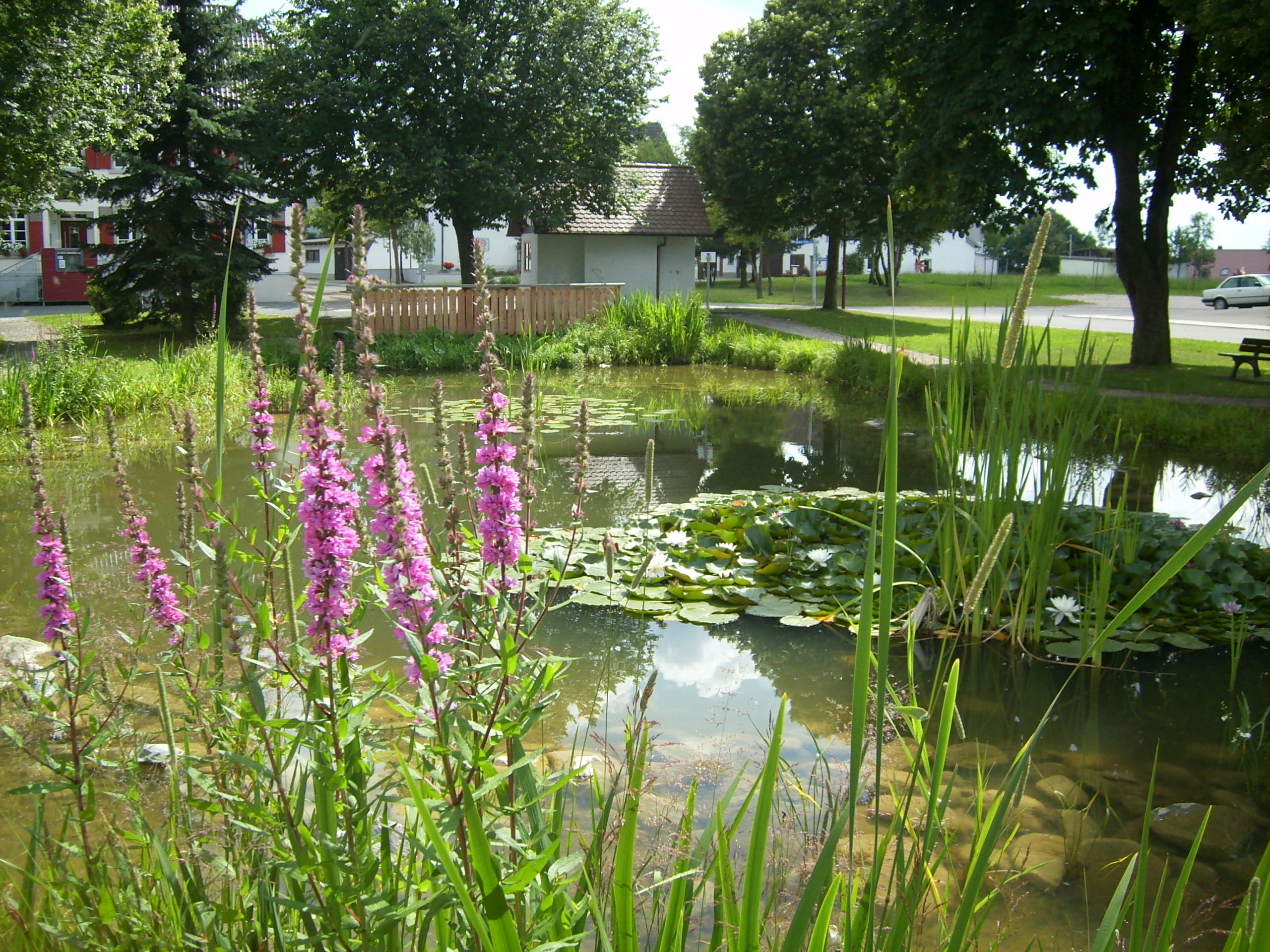
Die Heinstetter Hilb

Nachdem Österreich von Napoléon in der Schlacht bei Austerlitz 1805 geschlagen worden war, musste es große Teile von Vorderösterreich an Baden und Württemberg abgeben, darunter auch die Grafschaft Hohenberg mit Heinstetten, die an König Friedrich von Württemberg ging. Durch einen Staatsvertrag vom 2. Oktober 1810 fiel jedoch ein Teil Württembergs, darunter auch Heinstetten, an das Großherzogtum Baden.

### 19. und 20. Jahrhundert
Nach einem Vulkanausbruch setzt am 9. August 1816 ein Gewitter mit Hagel ein und vernichtet die gesamte Ernte. In Heinstetten werden von 220 Stück Hornvieh 140 geschlachtet, um dem Hungertod zu entgehen. 1817 blieb der Schnee bis im Mai liegen, womit der Hafer auf dem Heuberg weniger Reifezeit hatte und erfror. Den Regierenden blieb nicht viel mehr, als in den Getreidehandel einzugreifen und Symbolpolitik zu betreiben. Noch heute geht das Volksfest auf eine solche Geste zurück.

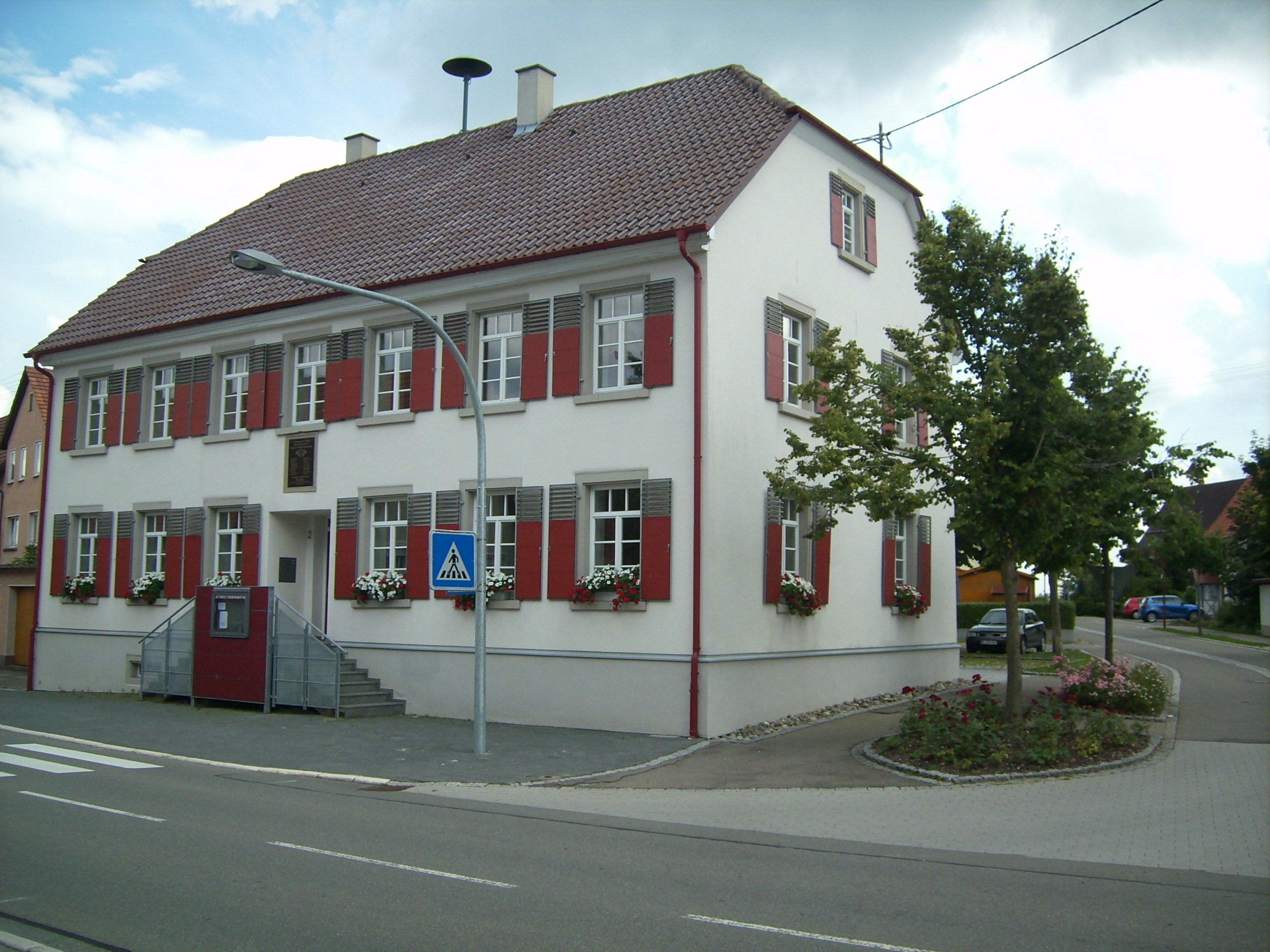
Das Rathaus von Heinstetten

Nachdem die Gemeinde selbstständig geworden war, nahm die Bevölkerung rasch zu. So stieg sie von 308 Einwohnern im Jahr 1814 auf 550 Einwohner im Jahr 1852. Es fehlte an Arbeit und an Nahrung, so dass eine Abwanderung in die größeren Städte einsetzte.

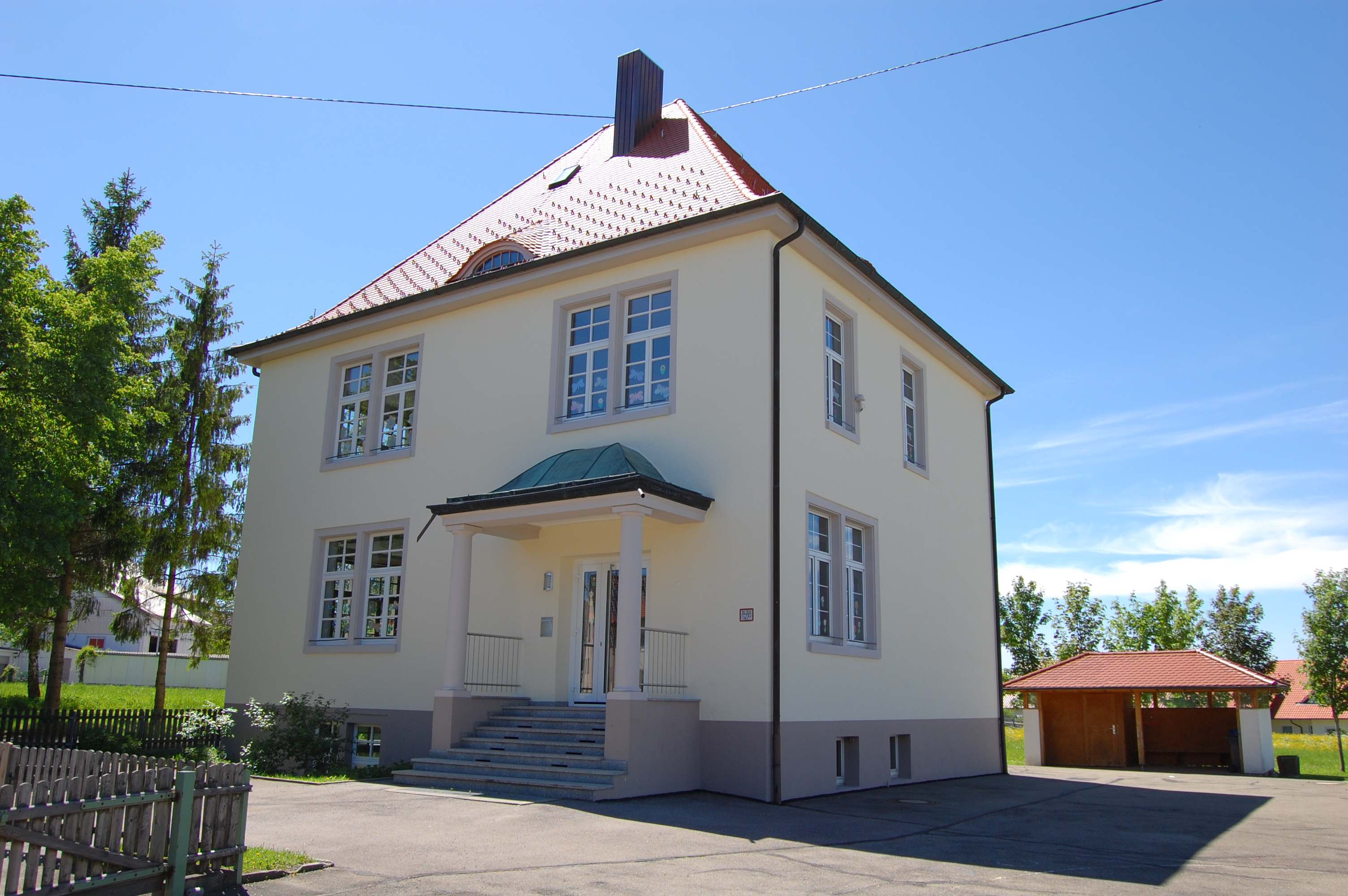
Das Heinstetter Schulhaus

Ein Aufschwung setzte für Heinstetten erst mit Beginn des 20. Jahrhunderts ein. So richtete 1903 die Firma Gottlieb Ott aus Ebingen eine Filiale ihrer Samtschneiderei in Heinstetten ein. 1910 folgte ein Neubau und später ein weiterer Ausbau der Fabrik. 1911 wurde ein Teil der Gemarkung Heinstetten zur Einrichtung des Truppenübungsplatzes Heuberg verkauft. 1909 wurden baureife Pläne für ein Lager des Truppenübungsplatzes bei Heinstetten mit Bahnanschluss über die Heubergbahn nicht verwirklicht. Zur Erörterung standen auch das Hirschhölzle bei Straßberg und ein Gelände bei Stetten am kalten Markt. Aus dem Erlös wurde ein neues Schulhaus errichtet. Das neu gegründete Badenwerk erhielt um 1921 den Zuschlag für die Elektrifizierung von Heinstetten, Hartheim und Schwenningen. Im Jahre 1926 wurde eine Postlinie von Hartheim über Heinstetten bis nach Meßkirch eingerichtet. Seit 1929 sorgte außerdem eine Postbus-Linie dafür, dass Heinstetter zur Arbeit nach Ebingen kamen. Weitere Arbeitsplätze entstanden durch die Standortverwaltung des fertiggestellten Truppenübungsplatzes. Noch im Zweiten Weltkrieg gründete die Firma Conzelmann Trikotagen eine Filiale in Heinstetten. Durch diese Entwicklung betrieben immer mehr Heinstetter Bauern die Landwirtschaft nur noch als Nebenerwerb.
Während der beiden Weltkriege blieb Heinstetten weitestgehend vom Kriegsgeschehen verschont. Jedoch waren im Ersten Weltkrieg 27 Gefallene zu beklagen, im Zweiten Weltkrieg fielen 57 Heinstetter oder blieben vermisst. Der Krieg endete durch die Besetzung Heinstettens durch französische Soldaten.
Nach 1945 wurde mit dem Wiederaufbau der Gemeindeverwaltung begonnen. Da es einen großen Bedarf an Baugebieten gab, wurde in den Jahren 1951/52 die Riegelwies erschlossen. Weitere Baugebiete folgten: 1961 Bies und die Hintere Wiesen, 1966 der untere Teil und 1976 der obere Teil von Hofen. 1958 begann die Kanalisierung von Heinstetten. In den Jahren 1962/63 wurde der neue, größere Kindergarten erbaut.
1969 begann man mit den Vorbereitungen zur Kreis- und Gemeindereform, mit dem Ziel, einen Zusammenschluss mit Meßstetten zu erreichen. Im Februar 1971 stimmten schließlich 65 Prozent der Wähler für die Eingemeindung, welche der Gemeinderat mit 8:1 Stimmen bestätigte, so dass die Eingemeindung am 1. September 1971 in Kraft treten konnte. Dazu bedurfte es aber noch einer Grenzverschiebung. Denn Heinstetten lag seit 1810 auf badischem Boden und gehörte dem Landkreis Stockach an, Meßstetten auf württembergischen Gebiet als Stadt im damals noch existenten Landkreis Balingen. Am 1. Januar 1973 wurde der Landkreis Balingen aufgelöst, womit Meßstetten (inkl. Heinstetten) in den neu gebildeten Zollernalbkreis wechselte.
1972 wurde das Wohngebiet Unter Palmen und das Mischgebiet Im kleinen Öschle erschlossen sowie die Erweiterung des Friedhofs vorgenommen. 1974 fand das Richtfest für die neue Mehrzweckhalle statt, die im Untergeschoss über eine Schießanlage verfügt.
Nach über achtjähriger Planung trat 1990 die Flurbereinigung in Kraft. Über die Jahrhunderte wurde die Heinstetter Gemarkung immer weiter zerteilt und bestand vor der Bereinigung von 1561 zum Teil aus sehr schmalen Flurstücken. Nach der Bereinigung waren es nur noch 330.
Im Jahre 1993 feierte Heinstetten sein 1200-jähriges Bestehen mit einem großen Fest und über 10000 Besuchern.

## Kultur und Sehenswürdigkeiten

### Religion
Heinstettens Bevölkerung ist überwiegend römisch-katholischer Konfession. Die katholische Kirchengemeinde ist über das Dekanat Sigmaringen-Meßkirch der Erzdiözese Freiburg zugehörig. Evangelische Kirchenmitglieder gehören der Evangelischen Landeskirche in Baden in Stetten am kalten Markt an.

### Bauwerke

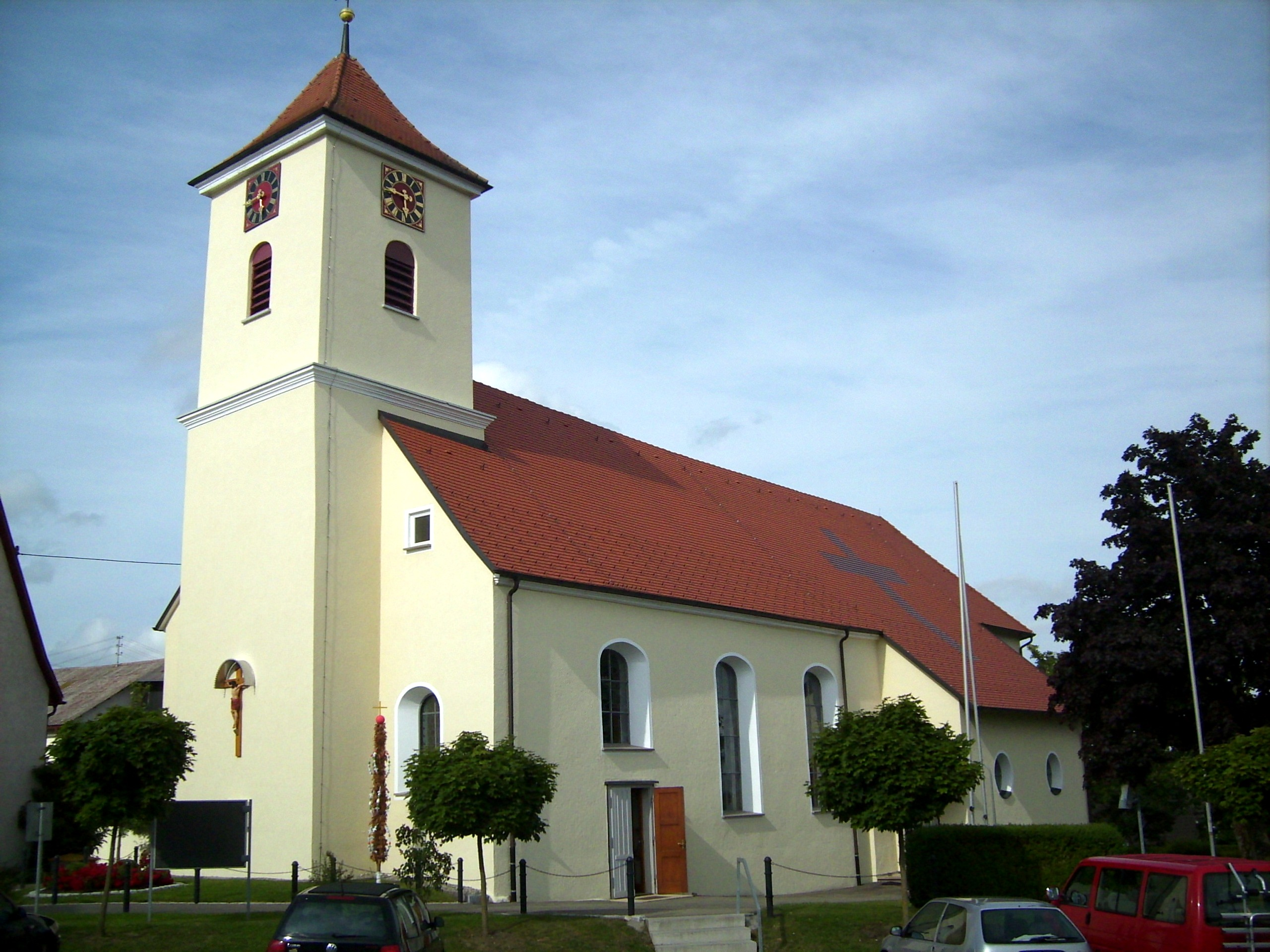
St. Agatha

- Die Kirche St. Agatha wurde 2010 renoviert.[32]
- Der Knobelhof im Gewann „Gründen“ fiel der Errichtung des Truppenübungsplatzes zum Opfer.[33]

## Wirtschaft und Infrastruktur

### Bergbau
In Gruben wurde in den arbeitsarmen Monaten von Landwirten Bohnerz gefördert. der Schlacke historischer Eisenschmelzen zeigen einen Kleinschmelzofentyp, der seit dem 13. Jahrhundert in der Gegend alle Erze verhütten konnte. Eisenerze, Bohnerze und Eisenroggenstein wurden später aus der Gegend des heutigen Zollernalbkreises in die Hochöfen der Schwäbischen Hüttenwerke nach Tuttlingen gefahren. Das näher gelegene Schmelzwerk in Harras wurde 1832 stillgelegt. Nach dem Bau leistungsfähiger Bahnstrecken wurde in Süddeutschland, mit Ausnahme der Zeit des Dritten Reichs, nur noch Eisenerz abgebaut, um mit Kalkstein einen eisenhaltigen Zuschlag im Hochofen zu verwenden. Von rogenförmigen Thoneisensteinen wird berichtet, von welchen sich im Heuberg „ein Flöz von 1 – 2 Schuh Mächtigkeit“ befunden hat.

### Wasserversorgung
Die Wasserversorgung wird durch den Zweckverband Wasserversorgung Hohenberggruppe gewährleistet, die ihren Sitz in Meßstetten hat. Ein Teil der historischen Wasserversorgung ist bis heute in Betrieb und dient zur Löschwasserversorgung im Brandfall. Das Oberflächenwasser der Schneeschmelze wird in einer künstlich angelegten Hülbe gesammelt.

### Bannmühle
Die Unterdigisheimer Mühle hatte Bannrechte für Hartheim und Heinstetten. Die Heinstetter sind verpflichtet die Mühle, wenn nötig, und ihre Wehre in Fronarbeit herzurichten (Repertorium Kallenberg NR. 814).

### Eisenbahnverkehr
Im Naturpark Obere Donau wird an Wochenenden ein verdichteters, vertaktetes Angebot im Schienenverkehr auf allen Strecken gefahren. Triebwagen wie der Naturpark-Express, welche von der Hohenzollerischen Landesbahn betrieben werden, verkehren hier sonn- und feiertags auf der Bahnstrecke Tuttlingen–Inzigkofen, um über den elf Kilometer entfernten Bahnhof Hausen im Tal das Naherholungsgebiet für den Tourismus attraktiver zu machen. Radfahrer wählen meist die geschotterte Werenwager Steige48° 4′ 40″ N, 9° 1′ 11,95″ O über Schloss Werenwag, Schwenningen und Weiler Schönfeld.
Die Bahnstrecke Tübingen–Sigmaringen wird in Ebingen über Meßstetten mit Zubringerbussen erreicht.

## Sagen

### Der totgeglaubte Sensenmann zwischen Heinstetten und der Burg Meßstetten
Die Burg Meßstetten war eine standesgemäße Anlage am Bschorner Weg auf dem Schlossberg hinter dem Kählesbühl am Bschorner Weg nach Heinstetten im Sperrgebiet. Die von Größe und Beschaffenheit her vergleichbaren Burgställe in Hossingen sind frei zugänglich und wurden vom Schwäbischen Albverein mit einer Brücke, Schotterwegen und CAD Simulationen auf Schautafeln touristisch erschlossen. Dort befand sich einst der Hof des Ritter Heinrich von Tierberg mit dem Beinamen Haiterbach.
Der edle Ritter hatte sehr wahrscheinlich seinen Besitz in Haiterbach verkauft und dafür seine neue Herrschaft erworben, deren Mittelpunkt ganz in der Nähe von Heinstetten lag.
1380 wird ein Berthold B(e)schornen von Schwenningen in Urkunden des Klosters Beuron erwähnt. Die in der damaligen Zeit bedeutende, katholische St Lamprechtskirche in Meßstetten wird von Heinrich und Burkhard von Tierberg unterstützt und Stiftskirche. 1360 stiftet der Burgherr eine Jahrzeit für sich, seine Vorfahren und Nachkommen in der Kirche zu Meßstetten (St.Lamprecht, nach Erdbebenschäden 1911 weitgehend erneuert), wo seine Mutter, seine Frau und drei Schwestern in der Krypta begraben sind. 2016 wurde beim Einbau einer Warmluftheizung Gräber im Kirchenraum der Lamprechtskirche gefunden und dokumentiert. Forschungsarbeiten wurden von der Stadt Meßstetten an der Universität Tübingen in Auftrag gegeben.

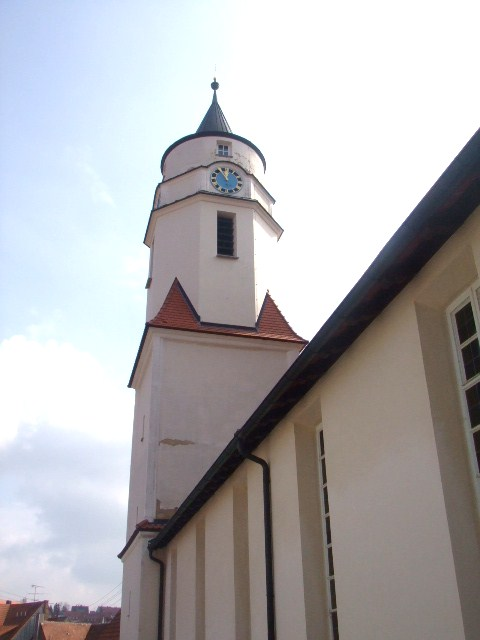
Evangelische Lamprechtskirche Meßstetten-Begräbnisort der Meßstetter Burgherren

1370 kam die Herrschaft Meßstetten an die Wildentierberger Linie.
Auf dem Weg von dieser Burg nach Heinstetten gab es eine überdachte hölzerne Brücke. Darunter suchten während eines Gewitters an einem 15. Juli Johann Matthaeus Müller und sein Sohn mit ihren Sensen Schutz. Ein Blitz schlug in die Brücke ein. Der zu Hilfe gerufene Heiligenpfleger Fischer hielt den Verunfallten zunächst für tot. Es wurden drei „rothe Striemen in Schlangenform“, ein verbrannter Strumpf, zwei Löchlein im Strumpf wie Schrot, ein rotes Mahl und abgeschmolzenes Zinn am Besteck gefunden. Nach einer halben Stunde konnte der zunächst Totgeglaubte sich wieder bewegen. Brandpflaster und Aderlass waren die medizinische Behandlung. Nach acht Tagen soll er wieder seiner Profession nachgegangen sein.

### Der dreifache Grenzstein
Im Truppenübungsplatz befindet sich die sagenumwobene Dreibannmarke, auch Dreibahnmarke genannt. Über die Banngrenze war seit alter Zeit der Bann verhängt, so dass kein Angrenzer es wagen konnte, mit seiner Herde dieselbe zu überschreiten. Der Markstein galt den Alten als heilig und bei seiner Setzung wurden seltsame Gebräuche beobachtet. Um den Stein rankt sich ein Aberglaube: Ein auf dem Leib getragener Splitter des Steines soll als Schutzzeichen gegen finstere Mächte, Hagel, Unwetter, Zauber und Krankheit wirken. Die Wiese bei der Dreibannmarke diente bis 1914 als Lagerplatz fahrender Händler, Fuhrmänner und Handwerker. Mit Raffinesse gelang es, zwischen Württemberg, Baden und Hohenzollern einen Vorteil zu finden. Nach der Inbetriebnahme der Schießbahnen wurde bis zum Porajmos eine Wiese am Rand des Sperrgebiets als Lagerplatz zugewiesen. Das angrenzende preußische Hohenzollern besaß aufgrund seiner Lage zwischen Württemberg und Baden jahrhundertelang den Ruf eines Eldorados für das fahrende Volk.
Es geht die Sage: Wer den Stein versetzt, muss nach seinem Tode bei Nacht zur Strafe dafür geistweise gehen am Orte seines Frevels.

### Personen mit Beziehung zur Heinstetten

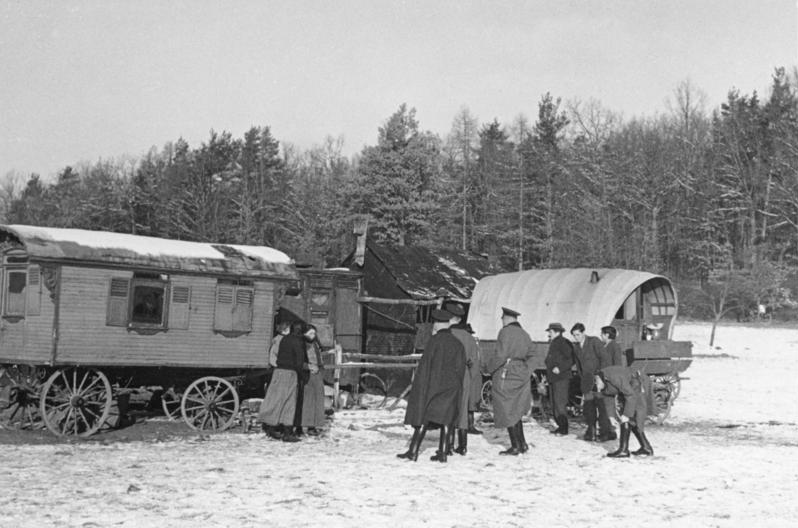
Wohnwagen (1937)

- Elisabeth Walter (1897–1956), Pädagogin und Schriftstellerin in Heinstetten. Eine Wiese auf dem Truppenübungsplatz Heuberg diente bis zum Porajmos als Lagerplatz der fahrenden Händler und Handwerker. In einem erfolgreichen Kinderbuch beschreibt sie die Geschichte des Lausbuben Schmiedledick, ein entbehrungsreiches und hartes Leben. Schmiedledick bleibt schließlich freiwillig bei den Fahrenden.[55]